# ウォルト・ディズニー・ジャパン
ウォルト・ディズニー・ジャパン株式会社（英: The Walt Disney Company (Japan) Ltd.）は、ウォルト・ディズニー・カンパニーの日本法人である。
日本においてウォルト・ディズニー・ピクチャーズ、ウォルト・ディズニー・アニメーション・スタジオ、ピクサー・アニメーション・スタジオ、ディズニーネイチャー、タッチストーン・ピクチャーズ、ハリウッド・ピクチャーズ、20世紀スタジオ、サーチライト・ピクチャーズ、マーベル・スタジオ。ルーカスフィルムとその傘下の作品の配給とビデオソフトの発売、米国法人が保有するキャラクターなどを用いたマーチャンダイジング、プロモーション活動などを事業展開している。株式を米国法人のディズニー・エンタプライゼズ・インクが100%保有している完全子会社である。

## 歴史
- 1959年（昭和34年） - ウォルト・ディズニー・エンタプライズ株式会社が設立される。
- 1979年（昭和54年） - （旧）ウォルト・ディズニー・ジャパン株式会社が設立される。
- 1989年（平成元年） - DHV Japan, Ltd.（ディーエイチブイ・ジャパン）が設立される。
- 1991年（平成3年）5月21日 - ディズニー・ストア・ジャパン株式会社が設立される。
- 1993年（平成5年）4月1日 - DHV Japan, Ltd.の商号をブエナ ビスタ ジャパン株式会社へ変更する。
- 2000年（平成12年）4月 - ウォルト・ディズニー・エンタプライズ、（旧）ウォルト・ディズニー・ジャパン、ブエナ ビスタ ジャパンおよびディズニー・ストア・ジャパンが合併し、ディズニー・ストア・ジャパンを存続会社として、商号をウォルト・ディズニー・インターナショナル・ジャパン株式会社とする。
- 2002年（平成14年）
  - 4月 - ディズニーストア事業をリテイルネットワークスとして会社分割。
  - 8月 - 商号をウォルト・ディズニー・ジャパン株式会社へ変更する。
- 2005年（平成17年）12月5日 - WOWOWはウォルト・ディズニー・テレビジョン・インターナショナル ジャパンと劇場用映画・TVシリーズ・長編アニメーションを中心とした複数年包括作品供給契約を締結（2021年（令和3年）9月8日に動画配信サービスのDisney+において、新ブランドであるスターを開始するのに伴い、WOWOWはウォルト・ディズニー・ジャパンと劇場用映画・TVシリーズ・長編アニメーションを中心とした複数年包括作品供給契約を終了）[4]。
- 2010年（平成22年）7月20日 - リテイルネットワークスを吸収合併。
- 2015年（平成27年）5月 - 本社を現在地へ移転。
- 2021年（令和3年）9月8日 - 東北新社とスター・チャンネルは当社との間でブランド・ライセンス契約を締結[5]。
- 2022年（令和4年）
  - 3月10日 - 日本テレビホールディングスと戦略的協業に関する合意書を締結[6][注 2]。
  - 7月12日 - ウォルト・ディズニー・カンパニー・アジア・パシフィックとHYBEは両社にて韓国の音楽・エンターテイメント業界の卓越したクリエイティブをグローバルな舞台へとお届けするグローバルでのコンテンツ配信についての提携を発表[9]。
  - 11月30日 - 講談社との間で戦略的協業の拡大を行うことで合意[10]。
- 2024年（令和6年）
  - 5月13日 - ハピネット（ハピネット・メディアマーケティング）との間でホームエンターテイメントライセンス契約を締結[11][12]。ディズニー関連作品と20世紀スタジオ関連作品は、ハピネットピクチャーズの公式サイトにて確認できるようになった。
  - 6月1日 - 東北新社が保有するスター・チャンネルの全株式がジャパネットブロードキャスティングに譲渡され、スター・チャンネルはジャパネットブロードキャスティングの完全子会社となったことに伴い、スター・チャンネルは当社との間でブランド・ライセンス契約を単独で締結[13][14]。
  - 8月1日 - スター・チャンネルはジャパネットブロードキャスティングと会社統合を行ったため、ジャパネットブロードキャスティングがウォルト・ディズニー・ジャパンとの間でブランド・ライセンス契約を締結[15]。

## キャラクタマーチャンダイズ業
直営事業としてディズニーストアにおけるディズニーキャラクターグッズの販売を手がける。この事業は過去売上不振の為、東京ディズニーリゾートを運営するオリエンタルランドへ譲渡したものの売上が回復せず、再度WDJが手がけることとなった経緯がある。
間接的な事業としてはテレビCMなどで使用されたディズニーキャラクターの商標料や東京ディズニーリゾートで販売されるディズニーの著作物を使用した商品のロイヤリティで収益活動をしている。

### 東京ディズニーリゾートとの関係
東京ディズニーリゾート（TDR）はオリエンタルランド（京成電鉄グループ）によるライセンス運営となっており、ディズニーグループは米国法人も含め資本上の関係は無い。TDRの運営に関してはディズニーグループのウォルト・ディズニー・アトラクションズが日本法人「ウォルト・ディズニー・アトラクションズ・ジャパン」（WDAJ）を通じて関与している。

## ディズニー・モバイル事業
2007年より仮想移動体通信事業者（MVNO）としてディズニー・モバイルを展開している。

## テレビ事業
- ウォルト・ディズニー・ジャパン（WDJ）
- ウォルト・ディズニー・テレビジョン・インターナショナル ジャパン（WDTIJ）
- ブエナ・ビスタ・インターナショナル・テレビジョン ジャパン（BVITJ）

「ディズニー・チャンネル」、「ディズニージュニア」、「Dlife」、「ナショナル ジオグラフィック」の運営を行っている。
以前はTXN系テレビ番組『ディズニータイム』の制作もしていた。
近年はディズニーが保有する有名キャラクター（マーベルなど、子会社のものも含む）を日本向けにフィックスしたアニメ作品を日本のアニメーション制作会社と共同で作るプロジェクトを数作品手がけている（『スティッチ!』・『ディスク・ウォーズ:アベンジャーズ』など）。

## 映画配給・ビデオソフト発売
2010年3月1日、映画配給部門のウォルト ディズニー スタジオ モーション ピクチャーズ ジャパン（WDSMPJ）とホームビデオ配給部門のウォルト ディズニー スタジオ ホーム エンターテイメント（WDSHE）が統合、ウォルト・ディズニー・スタジオ・ジャパン（WDSJ）となったが、2016年11月22日にウォルト・ディズニー・ジャパン（WDJ）に改称した。

### 映画配給
1993年1月にウォルト・ディズニー・スタジオの日本法人としてブエナ ビスタ インターナショナル（ジャパン）（BVIJ）を設立し、ウォルト・ディズニー・ピクチャーズ（ピクサー・アニメーション・スタジオ作品含む）、マーベル・スタジオ、ルーカスフィルム、20世紀スタジオ、サーチライト・ピクチャーズ、タッチストーン・ピクチャーズ、ハリウッド・ピクチャーズ、ミラマックス・フィルムズ作品の自社配給を開始した。
2000年の『風を見た少年』（C・W・ニコル原作）ではディズニー外の作品では唯一となる日本国内向けの配給を担当した。設立当初の資本関係は公表されていないが、同年4月にBVIJはウォルト・ディズニー・ジャパンへ統合。2007年7月にWDSMPJに改称し、2010年3月にWDSJに統合したが、2016年11月にWDJに改称した。
BVIJが設立される以前の経緯
- 1929年（昭和4年） - 日本において初のディズニー映画が公開される（『ミッキーマウスのオペラ見物』）。詳細は不明な点が多い。この後、1930年代後半までは著名な『蒸気船ウィリー』をはじめとした一連のショートムービーが公開されている。[16]
- 1950年（昭和25年） - 大映によって戦後初めてディズニー映画『白雪姫』が配給。翌年には『バンビ』が配給。
- 1952年（昭和27年） - 日本RKOによって『ピノキオ』が配給。翌年に『シンデレラ』、その次の年に『ふしぎの国のアリス』が配給。これ以降、この2社が交互に数本ずつ分担して配給していく。
- 1980年（昭和55年） - 戦後日本においてディズニー映画配給の決定権を持っていた（実際の配給は上記大映と日本RKOの2社）ブエナ・ビスタ映画の業務が労使紛争等により停止したため[17]、この年以降、主に東宝と東映[注 5]がディズニー映画の配給を行う（稀に東宝東和やワーナーが配給することもあった）。

このように配給経路が複雑に絡んできたのが1980年代末までの日本のディズニー映画の特徴である。その弊害としてディズニー映画へのなじみが薄くなり、1983年の東京ディズニーランド開園まではミッキーマウス等の知名度は今では考えられないほど低かった。1970年代以前の生まれの者には幼い頃にディズニーに親しんだ記憶がほとんどないと思われる。

### ビデオソフト発売
ビデオソフトについては、元々は1984年からポニー（現：ポニーキャニオン）が独自に日本語版を製作し、独自にVHS及びベータマックスのソフトウェアを販売していた。また、1987年にバンダイとも契約し、翌1988年以降バンダイ メディア事業部（現：バンダイナムコフィルムワークス）からもVHS・レーザーディスクが発売されていた。
しかし、1989年にDHV Japan, Ltd.（以下、DHV）が設立されるとともに、バンダイとの契約を解除し、同社から発売を開始。販売元はポニーの後身であるポニーキャニオンが行うこととなり、営業業務もポニーキャニオン営業本部アソシエイツ営業部ディズニーグループが担当していた。
2024年5月13日にハピネットの子会社であるハピネット・メディアマーケティングとライセンス契約を締結し、同年9月30日にポニーキャニオンとの契約を終了。翌日の10月1日より、ビデオソフトの製造・販売事業をハピネット・メディアマーケティングに移管した。これに伴い、長年続いてきたポニーキャニオンへの委託は2024年9月30日に解消された。
DHVは1993年にブエナ ビスタ ジャパン、1995年にブエナ ビスタ ホーム エンターテイメントと改称したが、前述の通り、日本のディズニー関連の企業を当社に一本化したことから、2000年4月以降は当社が発売元となっている。なお、発売元の名義としては長らくそのままとなっており、2007年7月にブエナ ビスタからウォルト ディズニー スタジオ ホーム エンターテイメント（WDSHE）に、2010年3月からウォルト・ディズニー・スタジオ・ジャパン（WDSJ）として表記され、2016年11月からようやく社名のウォルト・ディズニー・ジャパン（WDJ）名義へと切り替えられた。
1997年よりビデオ発売で提携関係にあるスタジオジブリ作品のVHS・DVD・Blu-rayソフトの発売を行っている。
VHSとBlu-ray以外の媒体は、自社や前述のポニーキャニオン及びバンダイ以外からも発売されていた。例えばVHD版は日本ビクター（現：JVCケンウッド（Victorブランド））が、8ミリビデオ版はソニーから、レーザーディスク版や初期のDVD版（どちらもジブリ作品は除く）は、パイオニアLDC（現：NBCユニバーサル・エンターテイメントジャパン）が、『バグズ・ライフ』の初版DVD（1999年10月29日発売）はワーナー・ホーム・ビデオがそれぞれ発売元であった。なお、DVDに関しては、1999年を境にVHS同様自社での発売を開始している。

## 日本語版・日本語版制作
日本語版等の外国語版製作に当たっては、ディズニーは最初期より非常に厳格なルールを用いて米国子会社指示のもとで製作している。そのため自社で販売している映像ソフトに関しては必ず自社がコントロールした翻訳を付けて販売している。また、邦題についても同様に米国にて決められ日本で勝手につけることはできない。邦題についてディズニー以外の海外製作映画は日本の配給法人が勝手につけている場合がほとんどで極まれに正確な翻訳を要求されることがある程度である（アンブリン・パートナーズの創業者と会長であるスピルバーグは正確な翻訳を要求することで有名である）。
- ACクリエイト
- IMAGICAエンタテインメントメディアサービス
- グロービジョン
- ケイエスエス
- 国際ラジオ・センター
- ザック・プロモーション
- JVCケンウッド・ビデオテック
- スタジオ・エコー
- 千代田プロダクション
- テアトル・エコー
- テレシス
- 東亜映像録音株式会社
- 東京テレビセンター
- 東北新社
- トランスグローバル
- 日本ビクター
- ニュージャパンフィルム
- HALF H・P STUDIO
- バンダイ
- ブロードメディア
- プロセンスタジオ
- 読売広告社

## その他
2015年8月9日、Twitter（現・X）で「なんでもない日おめでとう。」と投稿したが、この日は長崎に原爆が投下された日であったことから非難が殺到した。

### 注
1. ↑  2019年にアメリカの20世紀スタジオがウォルト・ディズニー・カンパニーに買収（ディズニーによる21世紀フォックスの買収を参照）されて以降は映画配給（『ターミネーター:ニュー・フェイト』以降（本作は元々20世紀フォックスでの配給予定だった））をウォルト・ディズニー・ジャパンが担当している。
2. ↑  ただし、2025年4月1日、日本テレビ系列の読売テレビ放送、中京テレビ放送、福岡放送、札幌テレビ放送の共同株式移転により設立された認定放送持株会社であり[7]、日本テレビホールディングスの持分法適用関連会社[8]である読売中京FSホールディングスと戦略的協業に関する合意書を締結していない。
3. ↑  ただし、ウォルト・ディズニー・ジャパン製作によるテレビアニメである『スティッチ!』、MARVEL提携による東映アニメーション作品『ディスク・ウォーズ:アベンジャーズ』、原作はアメリカンコミック企業・マーベル・コミックの作品『アベンジャーズ』による『マーベル フューチャー・アベンジャーズ』における英語吹き替え版の提供は、ウォルト・ディズニー・ジャパン（ブエナ・ビスタ・ホーム・エンターテイメント・インク）が担当している。
4. ↑  自社配給最初の作品は『エディ・マーフィーのホワイトハウス狂騒曲』。
5. ↑  ティ・ジョイは、後に2025年7月18日、簡易株式交換により東映の完全子会社に移行した[18]。
6. ↑  移行当初は子会社のポニーキャニオン販売が販売元となっていたが、1991年頃から名前を表に出さなくなった。なお、ポニーキャニオン販売に関しては、1994年にポニーキャニオン本体へ吸収合併されている。